# بيفيرلي بريان
بيفيرلي بريان (بالإنجليزية: Beverley Bryan)‏ هي أكاديمية جامايكية، ولدت في 1950.